# Costa de Santa Llúcia
La Costa de Santa Llúcia és una costa de muntanya del terme municipal d'Isona i Conca Dellà, a l'antic terme d'Orcau, a la comarca del Pallars Jussà.
Està situada a l'extrem de ponent del terme municipal d'Abella de la Conca i al sector nord-est del d'Isona i Conca Dellà, a ponent de la vila d'Abella de la Conca i a l'est-nord-est del poble de Basturs. És al nord-oest de la partida de la Viella, del terme d'Abella de la Conca. És al sud-oest de les Espades.